# 일랴 마테
일랴 페도로비치 마테(우크라이나어: Ілля́ Федоро́вич Мате́, 러시아어: Илья́ Фёдорович Мате́ 일리야 표도로비치 마테[*], 1956년 10월 1일~)는 소련과 우크라이나의 레슬링 선수, 사업가이다. 1980년 하계 올림픽 자유형 헤비급에서 금메달을 획득했고 세계 선수권 대회에서 2회 우승, 유럽 선수권 대회에서 1회 우승을 차지했다.